# Бумажные людишки
«Бумажные людишки» (англ. The Paper Men) — роман британского писателя Уильяма Голдинга, вышедший в 1984 году, спустя год после присуждения автору Нобелевской премии, и ознаменовавший первое (после «Пирамиды») его возвращение к жанру социальной комедии.

## Содержание
Основные темы романа — слава, успех, опасности алкоголизма, трудности среднего возраста и разрушение брака — раскрыты через историю конфликта романиста Уилфреда Барклея и профессора Рика Таккера, который мечтает стать «специалистом по Барклею». Сомкнувшись в неразрушимый и, вместе с тем, разрушительный союз, они путешествуют по Европе, «теряя жён, самоуважение и иллюзии».

## Отзывы критики
Роман «Бумажные людишки» вызвал споры в литературной критике. «На одном уровне это защита таланта от угрозы, нависшей над живым писателем… в виде мертвой руки наукообразия. На другом же уровне Такер может расцениваться либо как христоподобный образ, искупающий грехи Барклея, либо как сатана… искушение которого Барклей должен отвергнуть», — писал английский критик Блейк Моррисон. 
Роман оказался самым спорным произведением Голдинга и подвергся ожесточённой критике. Основная идея этого фарса, по мнению Майкла Рэтклиффа из London Times, свелась к тому, что «биография — это предмет торгового жульничества». Многие критики сочли роман не соответствовавшим высшим стандартам голдинговского мастерства: «Судя по усталому, капризному тону повествования, мистер Голдинг похож на своего героя не только внешне» (Митико Какутани, New York Times); «что бы ни создал писатель после получения Нобелевской премии, разочаровывает, и новый роман Уильяма Голджинга… не исключение» (Дэвид Лодж, New Republic).